# Anikó Kapros
Anikó Kapros (Boedapest, 11 november 1983) is een tennisspeelster uit Hongarije.
Zij begon op vijfjarige leeftijd met het spelen van tennis. Haar vader Attila Kapros coacht haar
Op de Australian Open 2000 won ze de meisjesfinale, zowel in het enkel- als in het dubbeltoernooi. Het jaar daarop speelt ze haar eerste grandslam door zich te plaatsen voor de US Open. 
Sinds 2001 speelde ze 9 maal voor Hongarije op de Fed Cup
In 2002 versloeg ze als qualifier de als vijfde geplaatste Justine Henin in de eerste ronde van Roland Garros, en kwam ze tot in de derde ronde.
Zij kwam samen met Melinda Czink voor Hongarije uit op de Olympische Spelen van 2004 in Athene.

## Privé
Kapros' moeder Anikó Kéry was gymnast en nam deel aan de Olympische Zomerspelen van München in 1972.